# Doc’s da Name 2000
Doc’s da Name 2000 – czwarty studyjny album Redmana. Płyta dość szybko osiągnęła status platyny i zakwalifikowała się na 11. miejsce na Billboard 200 z trzema piosenkami („I'll Bee Dat”, „Da Goodness”, „Let da Monkey Out”).

## Lista utworów
1. „Welcome 2 da Bricks” (intro)
2. „Let da Monkey Out”
3. „I'll Bee Dat!”
4. „Get It Live”
5. „Who Took da Satellite Van?” (skit)
6. „Jersey, Yo!”
7. „Cloze Ya Doorz” (featuring Roz, Double O, Young Zee, D-Don, & Gov Mattic)
8. „I Don't Kare”
9. „Boodah Break”
10. „Million Chicken March (2 Hot 4 TV)” (skit)
11. „Keep on '99”
12. „Well All Rite Cha”  (featuring Method Man)
13. „Pain in da Ass Stewardess” (skit)
14. „Da Goodness”  (featuring Busta Rhymes)
15. „My Zone”  (featuring Shooga Bear & Markie)
16. „Da Da Dahhh”
17. „G.P.N.” (skit)
18. „Down South Funk”  (featuring Erick Sermon & Keith Murray)
19. „D.O.G.S.”
20. „Beet Drop”
21. „We Got da Satellite Van!” (skit)
22. „Brick City Mashin'!”
23. „Soopaman Lova IV”  (featuring Dave Hollister)
24. „I Got a Secret”

## Sample
- „Welcome 2 da Bricks” (intro)
„Black Wonders of the World” – Billy Paul
- „Let da Monkey Out”
„Stomp and Buck Dance” – The Crusaders
- „Jersey Yo!”
„Shoo-B-Doop and Cop Him” – Betty Davis
Also interpolates „Once Upon a Time in tha Projects” by Ice Cube
- „I Dont Kare”
„Super Thug” – N.O.R.E
„Top Billin'” – Audio Two
- „Boodah Break”
„Beats to the Rhyme” – Run-DMC
„Rock da Funky Beat” – Public Domain

„Keep On '99”
- „She's Swallowed It” – N.W.A
„Can't Run, Can't Hide” – Ray Jay
- „Da Goodness”
„Caravan” – Buddy Merrill
- „Da Da Dahhh”
„It's a Sad Song” – Don Julien
- „D.O.G.S.”
„Atomic Dog” – Parliament/Funkadelic
„Ladies in da House” – Aaliyah
- „Beet Drop”
A sampled interpolation of „It's the New Style” – The Beastie Boys
- „Brick City Mashin'!”
„Genius of Love” – Tom Tom Club

## Single
- 1998: „I'll Bee Dat”
- 1999: „Da Goodness”